# Suzanne Renaud

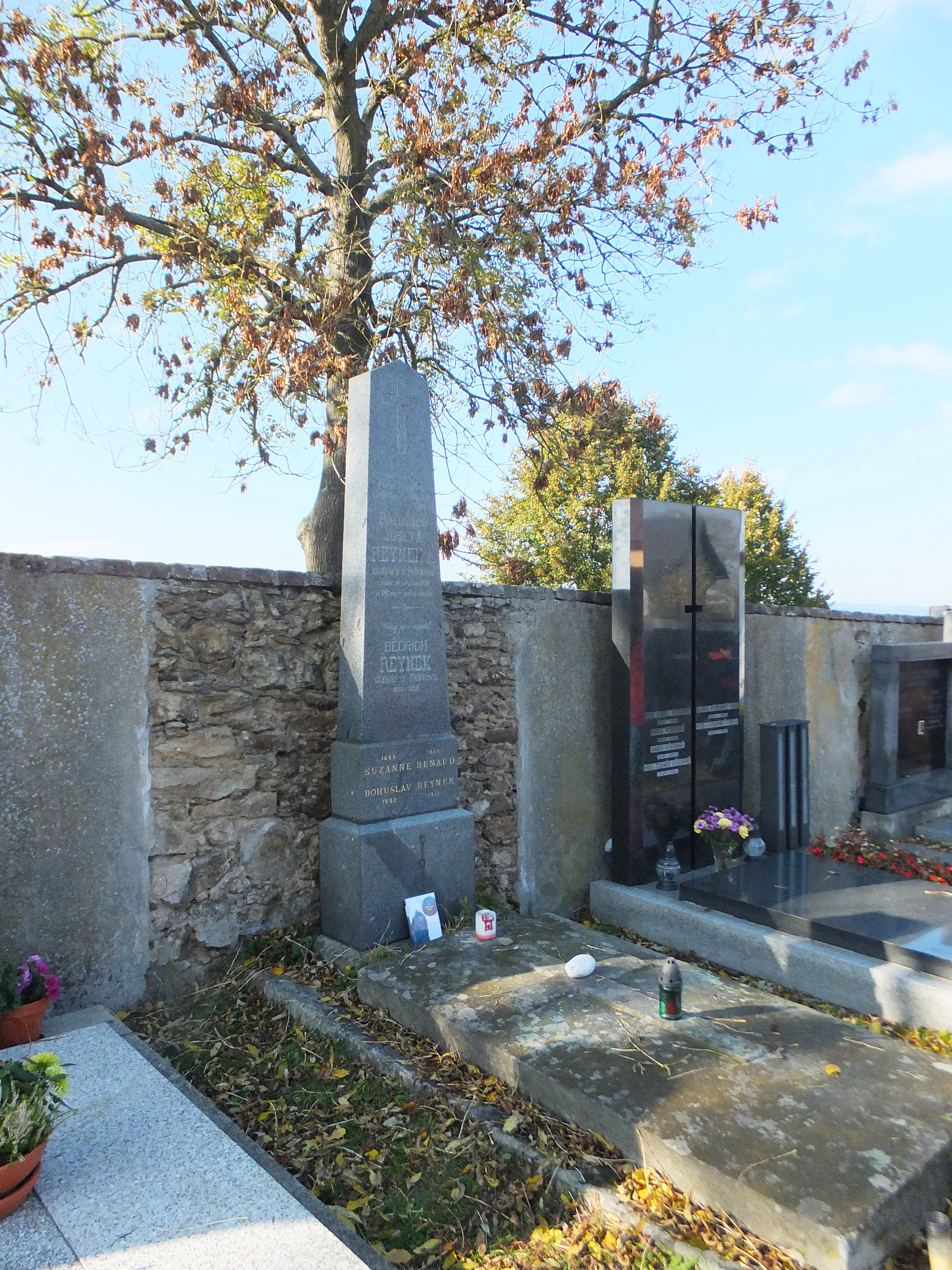
Tombe de Suzanne Renaud et de Bohuslav Reynek à Svatý Kříž.

Suzanne Renaud (1889 à Lyon — 1964, Havlíčkův Brod) est une poète et traductrice française.

## Biographie
Suzanne Renaud part de sa ville natale de Lyon pour Grenoble en 1894, et pendant la Première Guerre mondiale elle travaille comme infirmière dans cette ville. Elle publie son premier recueil de poèmes, Ta vie est là, en 1922. En 1926 elle épouse le poète tchèque Bohuslav Reynek à Grenoble ; ce dernier était venu lui demander sa permission pour traduire sa poésie en 1923. Durant la décennie suivante ils divisent leur temps entre la France et la Tchécoslovaquie, s'installant dans ce pays définitivement en 1936. Elle traduit les œuvres de son mari en français et il traduisit les œuvres de Suzanne Renaud en tchèque. Durant la période 1947–1959, ils correspondent avec l'écrivain français Henri Pourrat. Elle traduit également en français les poètes tchèques Vladimír Holan et František Halas.
Ils eurent deux enfants : Daniel Reynek (1928–2014), photographe, et Jiří Reynek (en) (1929–2014), artiste, poète et traducteur.
En 2015, la Bibliothèque d'étude et du patrimoine de Grenoble a dédié à la poétesse dauphinoise et au graveur tchèque une exposition intitulée Nos rêves s'en iront par les chemins.

## Œuvres
- Ta vie est là (Saint-Félicien-en-Vivarais: éditions du Pigeonnier, 1922)
- Ailes de cendre (Pardubice : Vokolek, 1932), avec des illustrations de Bohuslav Reynek
- Křídla z popele (Pardubice : Vokolek, 1935), traduction de Ailes de cendre de Reynek
- Victimae laudes (Pardubice : Vokolek, 1938), collection de poèmes
- Dveře v přítmí (Kroměříž : Magnificat, 1946), traduction de Reynek
- Chvála oběti poèmes traduits en tchèque par Bohuslav Reynek (Brno : Atlantis, 1948)
- Romarin ou Annette et Jean - Ballades et poésies populaires tchèques et moraves traduction de Renaud en français de poésies et de ballades tchèques et moraves